# Family
Family je debitantski studijski album slovenske blues rock skupine Prismojeni profesorji bluesa, izdan pri založbi Zavod Orbita marca 2016. Material zanj prvenec so posneli že dolgo časa pred izidom, a je Studio Metro vmes poplavilo in je reševanje posnetega materiala trajalo nekaj časa. Kot producent je pri albumu sodeloval tudi Borut Činč (nekoč klaviaturist skupine Buldožer), ki je na albumu tudi igral zanj značilne Hammond orgle. Skupina je 16. marca album na štiriurnem koncertu predstavila v Kinu Šiška.

## Seznam pesmi
Vse pesmi je napisala skupina Prismojeni profesorji bluesa.
| Št.             | Naslov                    | Dolžina |
| --------------- | ------------------------- | ------- |
| 1.              | „Intro‟                   | 0:40    |
| 2.              | „Race Me Down the Street‟ | 2:59    |
| 3.              | „Cold Sweat‟              | 5:10    |
| 4.              | „Ragin' Mad‟              | 6:01    |
| 5.              | „Big City Woman‟          | 5:19    |
| 6.              | „Buzzaround‟              | 10:26   |
| 7.              | „Why I Sing the Blues‟    | 3:25    |
| 8.              | „Truck Driver‟            | 4:08    |
| 9.              | „Keep On Groovin'‟        | 9:33    |
| 10.             | „Run Hilda‟               | 3:36    |
| 11.             | „Dawn Behind the Gates‟   | 10:26   |
| 12.             | „Cryin' Shame‟            | 5:50    |
| 13.             | „Party Time‟              | 10:10   |
| 14.             | „Outro‟                   | 1:10    |
| Skupna dolžina: | Skupna dolžina:           | 78:53   |

## Zasedba
| Prismojeni profesorji bluesa - Julijan Erič — kitara, vokal - Miha Erič — orglice, vokal - Miha Ribarič — bas kitara - Zlatko Đogić — bobni, vokal | Ostali - Borut Činč — produkcija, Hammond orgle |